# Грифовая черепаха
Грифовая черепаха, или аллигаторовая черепаха (лат. Macroclemys temminckii, также Macroclemys temmincki или Macrochelys temminckii) — вид черепах в роде Macrochelys [syn.  Macroclemys], до 2014 года считавшийся монотипическим. Своё название получила из-за чрезвычайно мощных челюстей и выступов на панцире, похожих на грубую, ребристую кожу аллигатора. Сходна по внешнему облику с каймановой. Её можно отличить по направленным вбок глазам, по более длинному крючковатому клюву на верхней челюсти и по ряду надкраевых щитков, лежащих между боковыми и краевыми.
Роговые щитки карапакса обычно образуют на спине три продольных пилообразных гребня, состоящих из крупных чешуек (остеодерм). Задний край панциря сильно зазубрен. Всё это, вместе с тяжёлой покрытой наростами головой, придает животному примитивный облик, напоминающий вымерших анкилозавров.
По величине грифовая черепаха, длиной до 1,5 м и массой до 60 кг, значительно превышает размеры каймановой черепахи. По неподтверждённым данным, в 1937 году в Канзасе была поймана грифовая черепаха весом 183 кг (403 фунта), а в 1999 году из чикагского аквариума в аквариум Теннесси был передан экземпляр весом 113 кг (249 фунтов). Известен другой экземпляр из зоопарка пригорода Чикаго Брукфилд весом 107 кг (236 фунтов). Самки, как правило, мельче самцов.
Этот вид черепах обитает в реках, прудах, каналах на юго-востоке США, главным образом, в бассейне Миссисипи, и заходит на север до штата Иллинойс. Когда её берут в руки, она обычно не кусается, а только широко разевает устрашающую пасть и извергает струю жидкости из анальных пузырей. Однако испытывать терпение грифовой черепахи не следует, поскольку в раздражении она может сильно укусить.
Питание черепахи составляют самые различные водные животные, в первую очередь рыбы. Она неподвижно лежит на дне, полузарывшись в ил, и, широко разинув пасть, высовывает тонкий червеобразный кончик языка, окрашенный в ярко-розовый цвет. Извивающийся «червяк» служит прекрасной приманкой для рыб, которые подплывают, пытаясь схватить его, и тут же попадают в мощные челюсти черепахи.
Половой зрелости достигает в 12 лет. Спаривание происходит ранней весной, а в мае-июне самка откладывает 20-40 яиц в ямку глубиной до полуметра, которую она выкапывает задними ногами в песке. Продолжительность жизни в неволе может достигать 70-80 лет, по неподтверждённым данным, встречались экземпляры возрастом 120 лет.
Грифовая черепаха используется наряду с каймановой для приготовления черепахового супа.